# Gesow
Gesow oder auch Geesow war ein heute wüst liegendes Vorwerk im Gebiet des Landkreises Jerichower Land nahe Möckern.

## Geschichte
Die Wüstung Gesow wurde erstmals 1445 urkundlich erwähnt. Zu dieser Zeit verkaufte Graf Albrecht von Lindau die „halbe Dorfmark zu Predemitz“ und die „halbe Dorfmark zu Jesow“ mit zwei Höfen für 42 Mark Silber an Heinrich von Lindau und Hans Mauritz zu Magdeburg. Im Jahr 1510 wird Gesow erneut in den Aufzeichnungen erwähnt, als der Bischof von Havelberg Güter in der Region kaufte, darunter auch „3 halbe Dorfstätten“ in Premmenitz, Zesaw (Yesaw) und Muschaw.
Im Laufe des 16. Jahrhunderts kam es zu mehreren Besitzwechseln und Verkäufen. 1531 übertrug Erzbischof Kardinal Albrecht die Hälfte der Dorfmarken von Predemitz und Jesow sowie „zwone hofe, auch vor Mockern gelegen“ an den Baumeister des Magdeburger Doms. Später, im Jahr 1537, verkaufte Albrecht vom Domkapitel an die Grafen von Lindau „2 halbe Feldmarken Predenitz oder Predenwitz und Jesow“ für 42 Mark.
Das Vorwerk Gesow wird gemeinsam mit dem Vorwerk Bredewitz („Brewitz“) 1559 in einer Urkunde des Erzstifts Magdeburg an die Ackerleute zu Möckern erwähnt.
In einem Steuerrevisionsprotokoll des Herzogtums Magdeburg aus dem Jahr 1684 wird noch von sieben vor der Stadt Möckern gelegenen Feldmarken gesprochen, die die Namen Premnitz, Geesow, Grütz („Grätz“), Roskow, Kallow, Lütnitz und Möcker-Marcke tragen.

## Namensherkunft
Der Name ist slawischen Ursprungs.
| Name   | Jahr |
| ------ | ---- |
| Jeso   | 1455 |
| Zesaw  | 1510 |
| Jesow  | 1537 |
| Gesaw  | 1585 |
| Geesow | 1684 |
| Gesow  | 1843 |